# Pattern 1914 Rifle

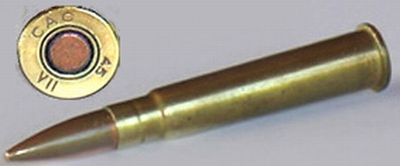
Standard Mk VII .303 British Patrone

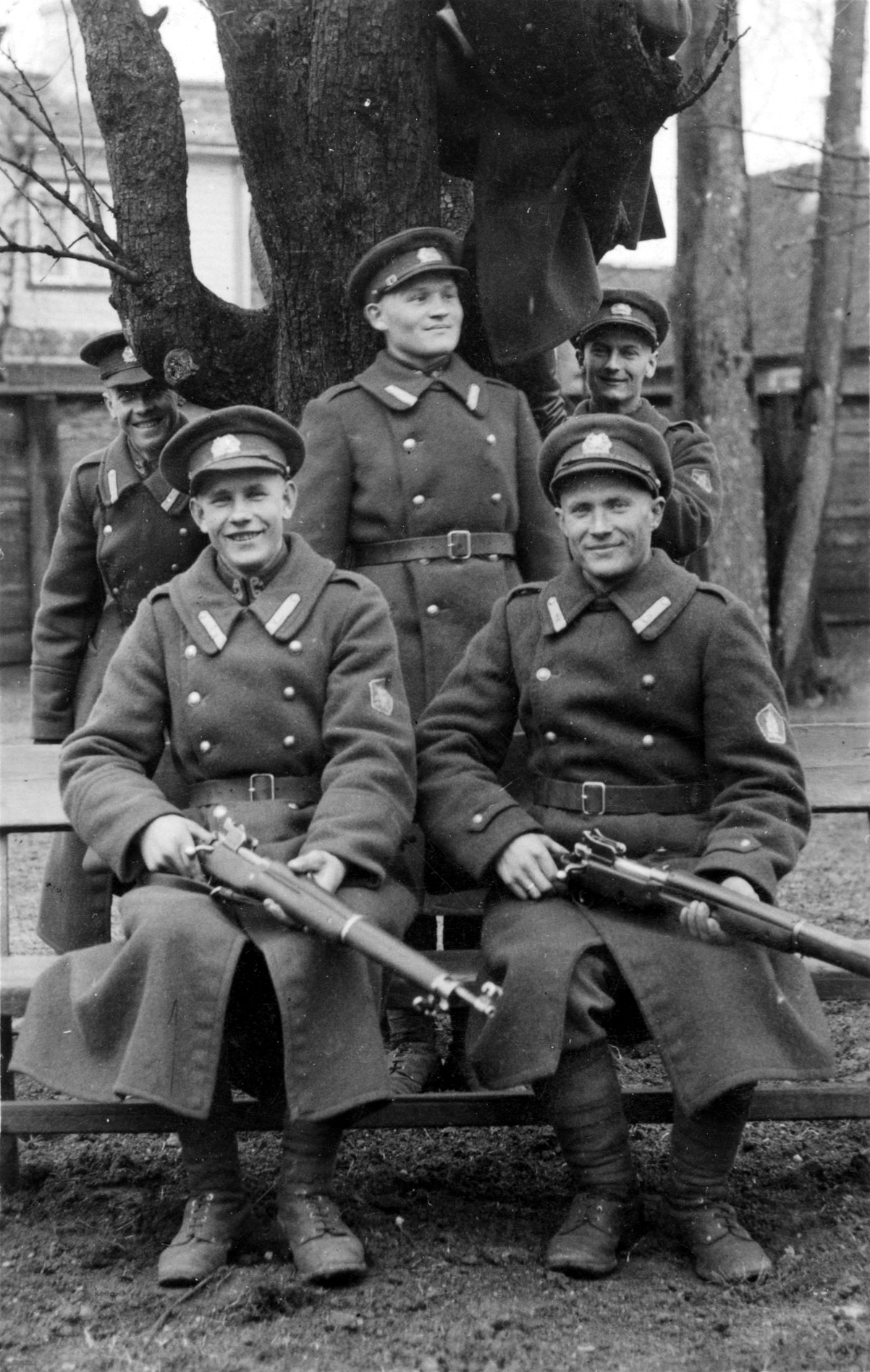
Mitglieder eines Estländischen Partisanenbataillons mit P14 Rifles, 1939/1940

Das Pattern 1914 Rifle (später Rifle No 3 MK 1, MK 1* und MKII) ist ein von der Enfield Royal Small Arms Factory entwickeltes und von den Streitkräften des Vereinigten Königreichs in beiden Weltkriegen eingesetztes Repetiergewehr mit einem Zylinderverschluss System Mauser im Kaliber .303 British.

## Geschichte
Das Pattern 13 Rifle im Kaliber .276 Enfield (Ähnlich der kanadischen .280 Ross Patrone) wurde von der Enfield Royal Small Arms Factory als Nachfolger des Short Magazine Lee-Enfield Rifle (SMLE Rifle) entwickelt und in einer Vorserie von 1250 Exemplaren für Tests produziert. Da sich die Waffe nicht bewährte, die Läufe verschlissen schnell, wurde für das in Serie herzustellende Gewehr das Standardkaliber der Britischen Armee gewählt, Bezeichnung der Waffe: Pattern 1914 Rifle (Kurz: P14 Rifle). Als Hersteller war Vickers Limited vorgesehen.
Im Ersten Weltkrieg konnte der Bedarf an Infanteriegewehren der Britischen Streitkräfte von der einheimischen Industrie nicht gedeckt werden. Vickers Limited war mit der Herstellung der Vickers-MGs beschäftigt. Die Serienproduktion des P14 Rifle wurde deshalb von den U.S. Firmen Remington Arms unter der Bezeichnung Pattern 14 MK I R, beim der Firma Remington unterstellten von John T. Thompson geführten Eddystone Rifle Plant in Chester (Pennsylvania) unter Pattern 14 MK I E und bei Winchester unter Pattern 14 MK I W durchgeführt. Gesamthaft wurden 1.235.298 Pattern 14 MK I Rifles hergestellt, wobei der Eddystone Rifle Plant den größten Teil der Waffen produzierte. Dort wurden später auch die M1917 Gewehre für die US-Truppen hergestellt.

## Technik
Der Zylinderverschluss basiert auf dem System Mauser. Er verriegelt vorne in der am Laufende aufgeschraubten Laufverlängerung. Die Sicherung ist vom spanischen Mauser Modell 1892 abgeleitet, der Sicherungshebel liegt hinten rechts an der Verschlusshülse. Das Magazin fasst fünf Schuss, geladen wird es mit einem Laderahmen. Die Visiervorrichtung ist durch einen massiven Rahmen geschützt über dem Verschluss hinter der Auswurföffnung angebracht. Das Diopter kann von 200 bis 1200 Yards Schussweite verstellt werden. Zur Feineinstellung dient ein Nonius. Die Seitenrichtung kann mittels einer Schraube einreguliert werden. Die Gewehre mit einer Montagevorrichtung für das englische Zielfernrohr Model 18 tragen die zusätzliche Bezeichnung No 3 MK I (T). Für diese Modifikation wurden wegen ihrer besseren Qualität ausschließlich Waffen aus der Winchester-Fertigung verwendet.
Wegen seines vorne in der Laufverlängerung verriegelnden Verschlusses, dem einteiligen Aufbau von Schaft und Kolben, der längeren Visierlinie mit Diopter ist das P14 Rifle dem SMLE Rifle in Stabilität und Präzision überlegen, der Vorteil wird mit einem etwas höheren Gewicht, 4,25 kg anstatt 3,9 kg erkauft.

## Einsatz
Im Ersten Weltkrieg wurde das P14 Rifle neben dem SMLE Rifle an sämtliche Armeen des Commonwealth abgegeben und auf allen Kriegsschauplätzen eingesetzt. Wegen seiner Präzision dank seinem Aufbau (längere Visierlinie) des Dioptervisiers war es bei Scharfschützen beliebt. Einsatz des P14 Rifle bis zur Ausmusterung:
- Vereinigtes Königreich
- Diverse Commonwealth-Staaten
- Israelische Streitkräfte (Tzva haHagana leJisra’el)
- Estland bei Widerstandstruppen ab 1939
- Indien
- Luxemburg
- Philippinen
- Griechenland
- Polen

Nach dem Ersten Weltkrieg wurden die Waffen eingelagert. Vor dem Zweiten Weltkrieg wurden sie revidiert und daraufhin auch unter ihrer neuen Bezeichnung Rifle No 3 MK 1 und MK 1* von diversen Kriegsteilnehmern eingesetzt.
Sie dienten, neben der Bewaffnung von auswärtigen Commonwealths-Truppen zur Bewaffnung rückwärtiger Dienste der Armee Großbritanniens, daneben wurden sie auch an die British Home Guard abgegeben. Wegen ihrer präzisen Schussleistung wurden sie, wie im Ersten Weltkrieg, für Scharfschützen mit einem Zielfernrohr ausgerüstet. Die Australische Armee setzte während des Zweiten Weltkriegs eine große Anzahl dieser mit Zielfernrohren ausgerüsteten P14 Rifles ein.
1947 wurden sie aus den Armeen der Commonwealth-Staaten ausgemustert.
Diverse dieser Waffen wurden im Commonwealth, in Australien, Kanada, Neuseeland und Südafrika an Schützenvereine fürs Großkaliber-Sportschiessen verkauft.